# Geert Verdeyen
Geert Verdeyen (Diest, 15 augustus 1973) is een Belgisch voormalig wielrenner. Verdeyen was tweemaal Belgisch kampioen tijdrijden voor elite zonder contract. Bij de junioren won hij de Ronde van Vlaanderen.

## Belangrijkste overwinningen
1992
- Ronde van Vlaanderen, Junioren

1997
- Memorial Philippe Van Coningsloo

1998
- Zesbergenprijs Harelbeke

1999
- Trofee van Haspengouw

2000
- Belgisch kampioen tijdrijden, Elite zonder contract

2002
- Belgisch kampioen tijdrijden, Elite zonder contract

## Grote rondes
Geen